# Periodontology 2000
Periodontology 2000, abgekürzt Periodontol. 2000, ist eine wissenschaftliche Fachzeitschrift, die vom Wiley-Blackwell-Verlag veröffentlicht wird. Die Zeitschrift erscheint derzeit mit drei Ausgaben im Jahr. Es werden Monographien aus der Parodontologie veröffentlicht.
Der Impact Factor lag im Jahr 2012 bei 4,012. Nach der Statistik des ISI Web of Knowledge wird das Journal mit diesem Impact Factor in der Kategorie Zahnmedizin & Kieferchirurgie an erster Stelle von 83 Zeitschriften geführt.